# Касьяс
Касьяс (Касияз, баш.  Ҡасияҙ) — пересыхающий ручей в Ишимбайском районе Башкортостана, левый приток Селеука
Начинается в дубово-липовом лесу, течёт в общем северном направлении. В верховьях протекает мимо горы Шихан и озера Тугарсалган. Впадает в Селеук в селе Ишеево.
Название происходит от башкирского касы и географического термина яз — 'поле'.